# 破坏交通工具罪
破坏交通工具罪是《中华人民共和国刑法》规定的危害公共安全罪一类罪名之一，是指故意破坏火车、汽车、电车、船只、航空器，足以使其发生倾覆、毁坏危险的行为。

## 量刑
破坏火车、汽车、电车、船只、航空器，足以使火车、汽车、电车、船只、航空器发生倾覆、毁坏危险，对尚未造成严重后果的直接责任人员处三年以上十年以下有期徒刑。